# Turkish Journal of Agriculture and Forestry Sciences
Turkish Journal of Agriculture and Forestry Sciences is een Turks, aan collegiale toetsing onderworpen open access wetenschappelijk tijdschrift op het gebied van de landbouwkunde. De naam wordt in literatuurverwijzingen meestal afgekort tot Turk. J. Agr. Forest. Het wordt uitgegeven door de Turkse overheid en verschijnt 6 keer per jaar. Het eerste nummer verscheen in 1998.